# تپه زیرزرسکل
تپه زیرزرسکل در شهرستان هرسین، بخش مرکزی، دهستان حومه، ۱۶۰۰ متری جنوبغرب روستای متروکه قریل واقع شده و این اثر در تاریخ ۲۶ اسفند ۱۳۸۷ با شمارهٔ ثبت ۲۵۴۳۲ به‌عنوان یکی از آثار ملی ایران به ثبت رسیده است.